# A (singel Big Bangu)
A – piąty singel południowokoreańskiej grupy Big Bang, wydany 1 czerwca 2015 roku przez YG Entertainment. Singel był drugą częścią albumu MADE, który ukazał się 12 grudnia 2016 roku.

## Działania promocyjne

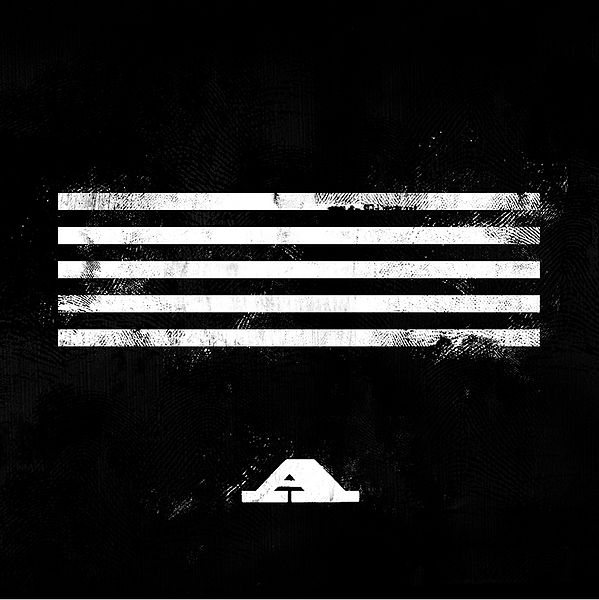
Okładka wersji „Black”

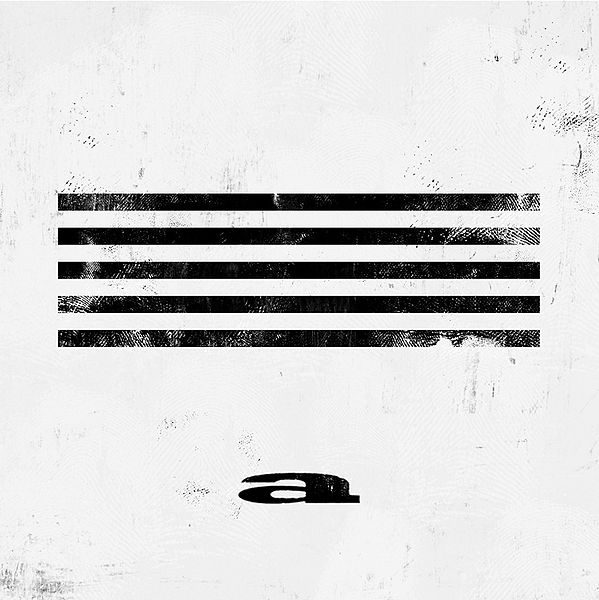
Okładka wersji „White”

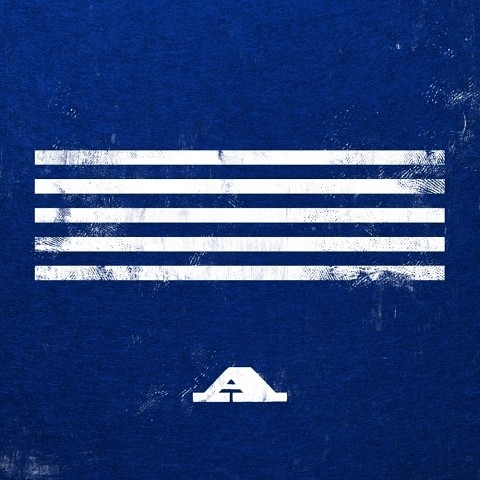
Okładka wersji cyfrowej

Po zapowiedzi obu piosenek podczas ich MADE World Tour w Kantonie (Chiny), Big Bang pojawili się w programie You Hee-yeol's Sketchbook 30 maja 2015 roku. 1 czerwca odbył się "Countdown Live" na żywo przez Naver Starcast online, który zgromadził 440 tys. widzów.
Pierwszy oficjalny comeback odbył się 4 czerwca w programie M Countdown. 1 czerwca, utwór "Bang Bang Bang" zarejestrowany z opóźnieniem w systemie głosowania (po 41 godzinach) w programie Inkigayo stacji SBS, dzięki czemu wygrał utwór View zespołu SHINee, mimo że "Bang Bang Bang" znajdował się na szczycie list przebojów, powodując falę skarg skarg od fanów Big Bangu.
Big Bang zatrzymał działania promujące singel po występie w Inkigayo 14 czerwca i nie podjął działań promocyjnych dla singla D.

## Lista utworów

### Singel cyfrowy
| Nr | Tytuł                          | Słowa                        | Kompozycja                         | Aranżacja   | Czas |
| -- | ------------------------------ | ---------------------------- | ---------------------------------- | ----------- | ---- |
| 1. | "Bang Bang Bang" (kor. 뱅뱅뱅) | Teddy, G-Dragon, T.O.P       | Teddy, Taeyang                     | Teddy       | 3:40 |
| 2. | "We Like 2 Party"              | Teddy, Kush, G-Dragon, T.O.P | Teddy, Kush, Seo Won Jin, G-Dragon | Teddy, Kush | 3:16 |

### Singel fizyczny
| Nr | Tytuł                          | Słowa                        | Kompozycja                         | Aranżacja   | Czas |
| -- | ------------------------------ | ---------------------------- | ---------------------------------- | ----------- | ---- |
| 1. | "Bang Bang Bang" (kor. 뱅뱅뱅) | Teddy, G-Dragon, T.O.P       | Teddy, Taeyang                     | Teddy       | 3:40 |
| 2. | "We Like 2 Party"              | Teddy, Kush, G-Dragon, T.O.P | Teddy, Kush, Seo Won Jin, G-Dragon | Teddy, Kush | 3:16 |
| 3. | "Loser"                        | Teddy, T.O.P, G-Dragon       | Teddy, Taeyang                     | Teddy       | 3:39 |
| 4. | "Bae Bae"                      | G-Dragon, Teddy, T.O.P       | Teddy, G-Dragon, T.O.P             | Teddy       | 2:49 |
| 5. | "Bang Bang Bang" (Instr.)      |                              | Teddy, Taeyang                     | Teddy       | 3:40 |
| 6. | "We Like 2 Party" (Instr.)     |                              | Teddy, Kush, Seo Won Jin, G-Dragon | Teddy, Kush | 3:16 |

## Notowania
| Lista                          | Najwyższa pozycja |
| ------------------------------ | ----------------- |
| Gaon Weekly Album Chart        | 2                 |
| Gaon Monthly Album Chart       | 2                 |
| Gaon Yearly Album Chart (2015) | 19                |
| G-Music                        | 6                 |

## Sprzedaż
| Państwo          | Sprzedaż                     |
| ---------------- | ---------------------------- |
| Korea Południowa | 97 390 (stan na 2015 r.)     |
| Chiny            | 849 068 (stan na 27.11.2016) |